# حرف كبير (نبات)
الحُرْف الكبير[بحاجة لمصدر] نوع نباتي يتبع جنس الحُرْف من الفصيلة الصليبية.